# Pinther Ridge
Pinther Ridge ist ein 10 km langer, hauptsächlich verschneiter und bogenförmiger Gebirgskamm im Palmerland auf der Antarktischen Halbinsel. Mit einer Höhe von bis zu 2275 m ragt er 35 km südlich der Eternity Range aus den Eismassen am Ostrand des Dyer-Plateaus auf.
Der United States Geological Survey kartierte ihn im Jahr 1974. Das Advisory Committee on Antarctic Names benannte ihn 1976 nach Miklos Pinther (* 1940),  leitender Kartograph der American Geographical Society in den 1970er Jahren.